# Stallkompisar (TV-serie)
Stallkompisar (originaltitel: The Saddle Club) är en australisk TV-serie, baserad på böckerna av Bonnie Bryant.
Serien handlar om de tre tolvåriga flickorna Carole Hanson (Keenan MacWilliam), Lisa Atwood (Lara Jean Marshall) och Stevie Lake (Sophie Bennett). Första säsongen sändes 2001, och tre säsonger spelades in 2001–2009.

## Roller

### Säsong 1-2
- Keenan MacWilliam – Carole Hanson
- Sophie Bennett – Stevie Lake
- Lara Jean Marshall – Lisa Atwood
- Heli Simpson – Veronica diAngelo
- Kia Luby – Kristi Cavanugh
- Glenn Meldrum – Phil Marsten
- Brett Tucker – Max Regnery
- Cathrine Wilkin – Elizabeth RegneryMrs.Reg
- Janelle Corlass-Brown – Ashley
- Maggie King – Dr. Judy Barker
- Chaty Godbold – Deborah Hale
- Nathan Phillips – Red O'Malley (Säsong 1)
- James O'Dea – Red O'Malley (Säsong 2)
- Marisa Siketa – Melanie Atwood (Säsong 1)
- Jessie Jacobs – Melanie Atwood (Säsong 2)
- Alex Marriott – Scooter Mulcahy (Säsong 2)
- Nikolai Nikolaeff – Drew Regnery (Säsong 2)
- Matylda Buczko – Dorothée Doutey (Säsong 2)

### Säsong 3
- Victoria Campbell – Carole Hanson
- Lauren Dixon – Stevie Lake
- Ariel Kaplan – Lisa Atwood
- Marny Kennedy – Veronica diAngelo
- Rory Donegan – Phil Marsten
- Richard D – Max Regnery
- Briony B – Elizabeth RegneryMrs.Reg
- Ella-Rose Shenman – Melanie Atwood

### Andra (mindre) roller
- Sophie Hensser – Megan
- Anthony Hammer – Sam
- Troy Lovett – Murray (Säsong 2)
- Damien Bodie – Raffael (Säsong 2)
- Ailsa Piper – Whitney (Säsong 2)
- Melanie Ryder – Helen diAngelo
- Tony Hawkins – Frank diAngelo
- Marie-Louise Walker – Eleanor Atwood
- Chris Kirby – Colonel Mitch Hanson